# 克拉西韋
49°16′42″N 36°28′8″E / 49.27833°N 36.46889°E
克拉西韋（烏克蘭語：Красиве）是位於烏克蘭東部的村莊，由哈爾科夫州洛佐瓦區的阿列克西伊夫卡市鎮負責管轄。該村處於別列卡河右岸，分別距離羅基特涅1公里和奧德拉多韋3公里，始建於1700年，面積0.51平方公里，2001年人口175。